# 越南苎麻
越南苎麻（学名：Boehmeria tonkinensis）是荨麻科苎麻属的植物。分布于越南以及中国大陆的云南、海南等地，多生于疏林中，目前尚未由人工引种栽培。